# 圣母无玷始胎国家朝圣地圣殿
圣母无玷始胎全国朝圣所圣殿（Basilica of the National Shrine of the Immaculate Conception）是美国首都华盛顿哥伦比亚特区的一座罗马天主教宗座圣殿和国家朝聖地，尊敬美国的主保无玷始胎圣母。
这是美国最大的天主教堂、世界第八大宗教建筑，特区内仅次于华盛顿纪念碑的第二高度建筑。每年估计有100万名朝圣者前来朝拜。它位于华盛顿哥伦比亚特区密歇根大街400号，美国天主教大学所捐赠的土地上，附近是教宗若望保禄二世文化中心。
教堂为新拜占庭风格，1920年由费城承包商约翰McShain开工建造，1959年开放，当时尚未完成。 
该堂并非天主教华盛顿总教区的主教座堂，总主教驻扎在圣玛窦主教座堂。
该堂有时与另一个国家历史地标华盛顿国家座堂相混淆，后者是一座美国圣公会教堂，美国国会授权作为国家祷告地点。 
该堂没有自己的本堂区教友，但是服务于附近的大学、美国天主教主教会议，并为全国的天主教组织举办许多场弥撒。它拥有数十个献给圣母的小礼拜堂，反映了天主教移民的不同起源和不同的修会。内部为希腊风格，上部为装饰着马赛克的众多圆顶，类似于威尼斯的圣马可大教堂，但是比它更大。马赛克体现了传统的天主教图像的美国版本。

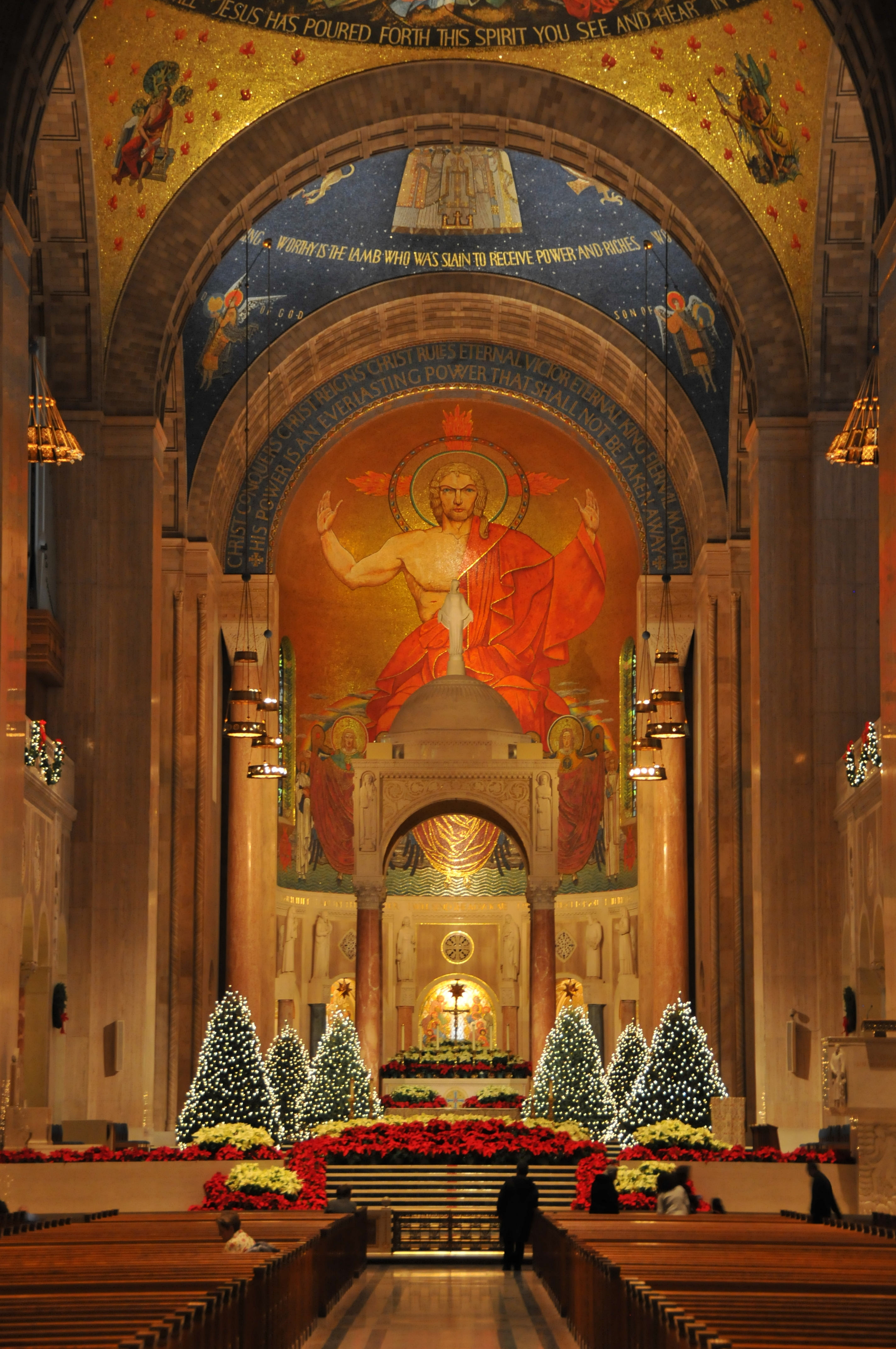
聖殿內部

该堂外部长459英尺（140米），宽240英尺（73米），圆顶上的十字架高237英尺（72米）。   
主圆顶的直径为7英尺（2.1），小于美国国会大厦的圆顶。
在众多的艺术品中，包括为拱门镶边的彩虹色Pewabic瓦，天花板上巨大的陶瓷奖章，和地下室的苦路14站。

## 历史
1792年，美国第一位天主教主教，巴尔的摩主教约翰卡罗尔，祝圣了新成立的美国在无玷始胎圣母的保佑之下。1847年，庇护九世加以正式化，宣布无玷始胎圣母为美国的主保。
沙汉主教，美国天主教大学的第四任校长，提议在首都兴建一个国家朝圣地来纪念无玷始胎圣母。1913年8月15日，沙汉主教向教宗庇护十世呼吁，得到教宗的热情支持，以及他本人捐献的400美元。沙汉回到美国，劝说美国天主教大学理事会捐出校园西南角的土地兴建朝圣地。
1914年1月，沙汉主教出版了第一期通讯《恭賀母皇》（Salve Regina），为他的工程激起人们的热情。他写道，朝圣地将成为“爱和感恩的纪念碑，一首在石头上的伟大诗歌，如同人类的艺术一样完美，使它和其建设者希望的意图一样神圣”。他的通讯分发给全国各个教区，财政捐款开始涌入华盛顿。1915年，费城的伯纳德麦肯纳神甫被沙汉任命为国家朝圣地首任主管，使主教的梦想一步一步接近现实。沙汉主持朝圣地的建造，直到1932年3月9日去世。他的遗体是唯一埋葬在国家朝圣地的。
到1919年，沙汉和麦肯纳选择由波士顿的Maginnis & 沃尔什公司来兴建国家朝圣地。最初设想建成传统的哥特式建筑风格。沙汉主教希望选择拜占庭-罗曼式。1920年9月23日，巴尔的摩总主教詹姆斯吉本枢机祝福了基石，超过10,000人参加了弥撒，包括外国大使、美国政府官员、军官和其他要人。1929年，大萧条阻止了地下室以上的建造工程。美国开始卷入第二次世界大战，更进一步停顿了计划。
在战后的1953年，美国的主教们，在韦恩堡总主教约翰诺尔和华盛顿总主教O'Boyle的带领下，保证筹集必要的资金，来完成国家朝圣地的上教堂。1959年11月20日，数千名天主教徒聚集到他们的主教那里，参加了上教堂的祝圣典礼。  
自1968年以来，地下室展出了教宗保禄六世的三重冕。

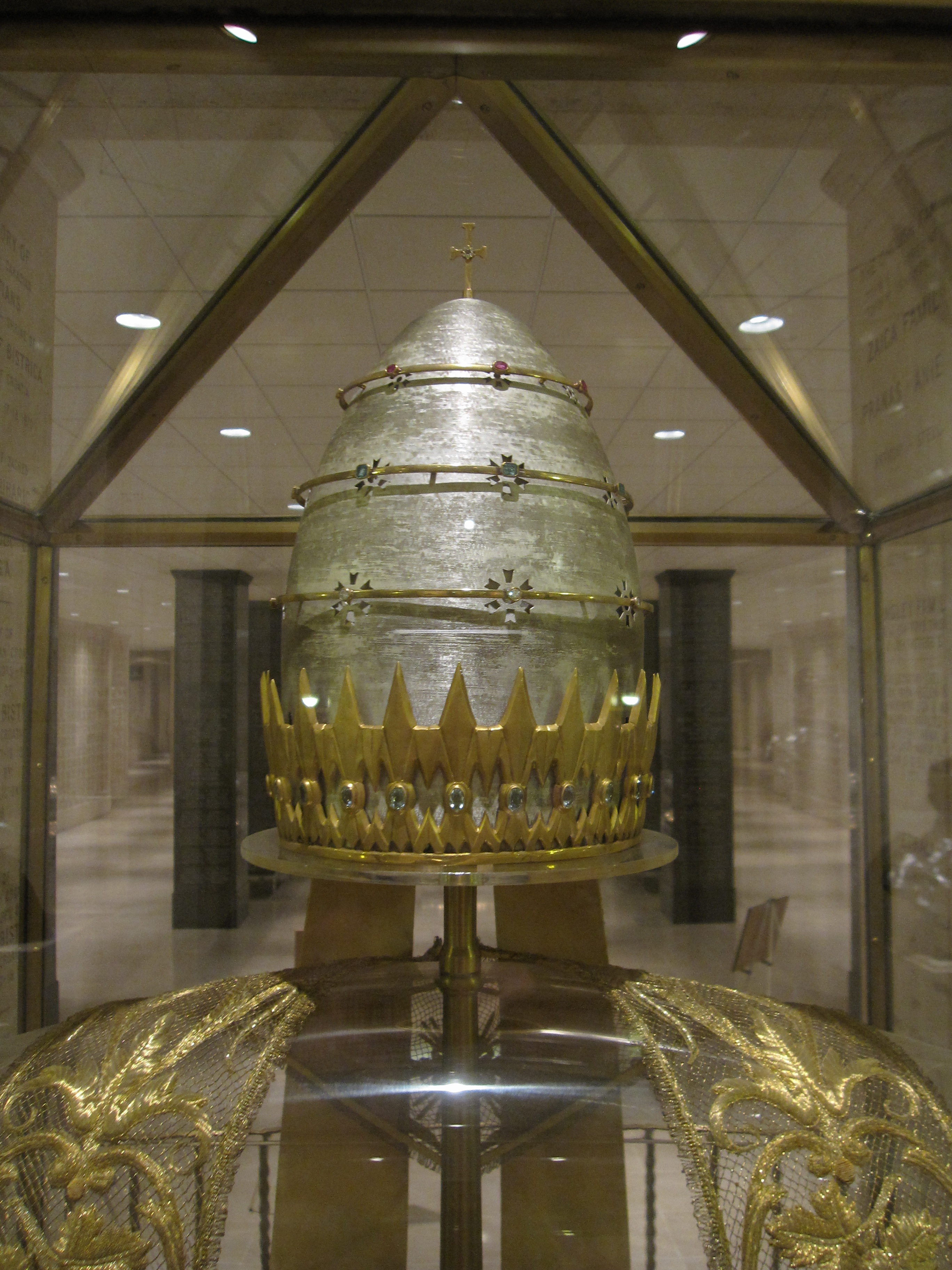
保祿六世戴過的三重冕

1990年，教宗若望保禄二世将国家朝圣地命名为美国的第36座宗座圣殿。2006年8月，在上教堂的救赎圆顶覆盖马赛克的工作完成。这是最初的建筑规划的一部分。化身圆顶完成于2007年夏天，2007年11月17日祝圣。进一步的计划是为最大的圣三圆顶完成马赛克贴面。在地下室最近完成了一个小礼拜堂，纪念越南的拉望圣母。
2008年，教宗本笃十六世访问美国，赠送金玫瑰给圣母无玷始胎国家朝圣地圣殿。